# Даргелин
Даргелин (њем. Dargelin) општина је у њемачкој савезној држави Мекленбург-Западна Померанија. Једно је од 89 општинских средишта округа Остфорпомерн. Према процјени из 2010. у општини је живјело 401 становника. Посједује регионалну шифру (AGS) 13059016.

## Географски и демографски подаци
Даргелин се налази у савезној држави Мекленбург-Западна Померанија у округу Остфорпомерн. Општина се налази на надморској висини од 24 метра. Површина општине износи 15,7 km². У самом мјесту је, према процјени из 2010. године, живјело 401 становника. Просјечна густина становништва износи 26 становника/km².